# Rosa memoryae
Rosa memoryae — вид рослин з родини розових (Rosaceae); ендемік Техасу (США).

## Поширення
Ендемік Техасу (США).